# Garuda Bairiya
Garuda Bairiya – gaun wikas samiti w środkowej części Nepalu  w strefie Narajani w dystrykcie Rautahat. Według nepalskiego spisu powszechnego z 2001 roku liczył on 522 gospodarstw domowych i 3361 mieszkańców (1558 kobiet i 1803 mężczyzn).